# James Butler (1496-1546)

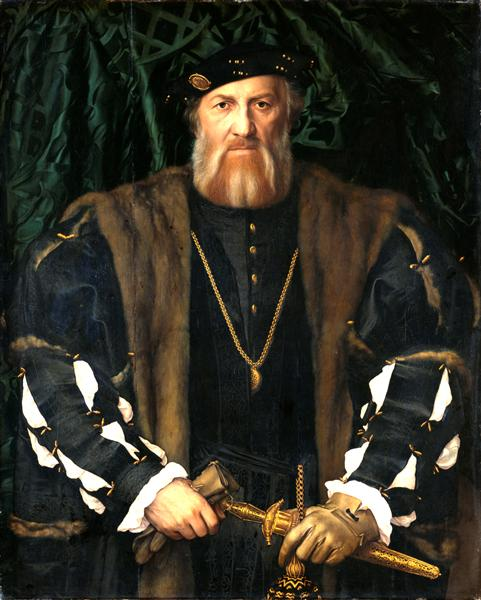

James Butler, IX Conde de Ormond y II Conde de Ossory (1496 - 28 de octubre de 1546), conocido como El Cojo, era hijo de Piers Butler, VIII conde de Ormond y Margaret Fitzgerald, Condesa de Ormond. Fue creado, en 1535, Vizconde Thurles, y fue confirmado por Acta de Parlamento, 6 de noviembre de 1541, en el Condado de Ormond, como IX Conde con preeminencia sobre los condes originales. Su muerte por envenenamiento en Londres permanece sin resolver.

## Matrimonio e hijos
Aproximadamente en 1520 James entró al servicio del Cardenal Wolsey, que le alabó como un joven caballero "tanto sensato como discreto".
A comienzos de 1522, Enrique VIII propuso que se casara con su prima Anne Boleyn, biznieta de Thomas Butler, VII conde de Ormond. Esto pretendía resolver una disputa entre los padres de ambos, Thomas Boleyn y Piers Butler sobre la herencia y el título de Ormond: el propio Wolsey apoyaba la propuesta. Sin embargo, las negociaciones se suspendieron por razones desconocidas. Posteriormente se casó con Joan Fitzgerald en algún momento después al 21 de diciembre de 1532. Lady Joan era hija y heredera del otro gran terrateniente de Munster, el Conde de Desmond y su mujer Amy O'Brien.
James y Joan tuvieron siete hijos:
- Thomas Butler, X conde de Ormond, conocido como Black Tom (c 1532 – 22 de noviembre de 1614)
- Sir Edmund Butler de Cloughgrenan (1534–1602)
- John Butler de Kilcash (antes de que 1546 – 10 de mayo de 1570) que casó con Katherine MacCartie.
- Hon. Edward Butler de Ballinahinch, casado con Mary Bourke,
- Walter Butler de Nodstown
- James Butler de Duiske
- Piers Butler De Grantstown

## Carrera
Durante los primeros años 1540, James Butler restauró gradualmente la dinastía a su anterior posición, dirigiendo la oposición contra el polémico Lord Diputado de Irlanda, Sir Anthony St Leger. St Leger dio a Ormonde el mando de las fuerzas irlandesas durante la guerra Anglo-escocesa de 1544. Esto podría parecer un honor, pero los aliados de Ormond acusaron a St Leger de enviar intencionadamente a Ormond al peligro. Ormond reclamó una investigación sobre si St Leger había planeado su asesinato, y el asunto llegó a merecer una investigación por parte del Consejo Privado; el Consejo falló a favor de St Leger y él y Ormond recibieron la orden de trabajar amistosamente. Algunos de los principales aliados de Ormond en el gobierno, como John Alan y Walter Cowley fueron desposeídos de sus cargos, y Ormond estaba luchando por mantener su posición cuando fue envenenado.

## Envenenamiento
El 17 de octubre de 1546, James había ido a Londres con mucho de su séquito. Fueron invitados a cenar en el Palacio de Ely en Holborn. Fue envenenado junto con su mayordomo, James Whyte, y 16 miembros de su casa. Murió nueve días más tarde, el 28 de octubre, dejando viuda a Joan en la treintena.
Es sorprendente, en vista del alto status social de Ormond, que no se realizara ninguna investigación acerca de su muerte. No se sabe que su anfitrión en la cena, John Dudley, Duque de Northumberland, aunque fuera una persona suficientemente cruel, mantuviera ninguna disputa con Ormond. Historiadores recientes han remarcado que sería una extraordinaria coincidencia que St Leger no tuviera nada que ver en la súbita y conveniente desaparición de su principal adversario en Irlanda.